# Baronet (nakladatelství)
Baronet je nakladatelství působící v České republice. Vzniklo v květnu roku 1993, kdy sídlilo v Praze 8 v Křižíkově ulici, nepřímo navazovalo na nakladatelství Bonus Press.
Začalo s vydáváním překladů angloamerické literatury, později přibyla militaria (zejména životopisy známých vojevůdců). V současnosti sídlí na adrese Praha 4–Chodov, Květnového vítězství 332/31.
Vydávalo edice: Česká próza, Historická próza, Romance, Militaria, Fakta, Sci-fi a fantasy, Baronetka, přičemž některé edice nyní již nevycházejí. V letech 1993–2003 byl generálním ředitelem nakladatelství Baronet spisovatel a překladatel Zdeněk Volný.
Baronet nyní (v roce 2019) vydává převážně beletrii. Mezi kmenové autory nakladatelství patří Arthur C. Clarke, Michael Crichton, Amanda Quick, Jude Deveraux, Barbara Cartland, Elle Kennedy, Penelope Ward, z domácích autorů Ludvík Souček, V. P. Borovička, Jan Cimický.
Nakladatelství vydává kolem 90 titulů ročně, do roku 2019 vydalo přes 2300 titulů.
V roce 2023 koupil nakladatelství Baronet nakladatelský dům Albatros Media.